# Diplotaxodon greenwoodi
Diplotaxodon greenwoodi è una specie di ciclidi haplocromini endemica del Lago Malawi. È presente nelle scogliere e piattaforme del lago, dove si nutre di piccoli ciclidi. Il nome specifico onora l'ittiologo inglese Peter Humphry Greenwood (1927-1995).